# ローラン・ド・ブリュノフ

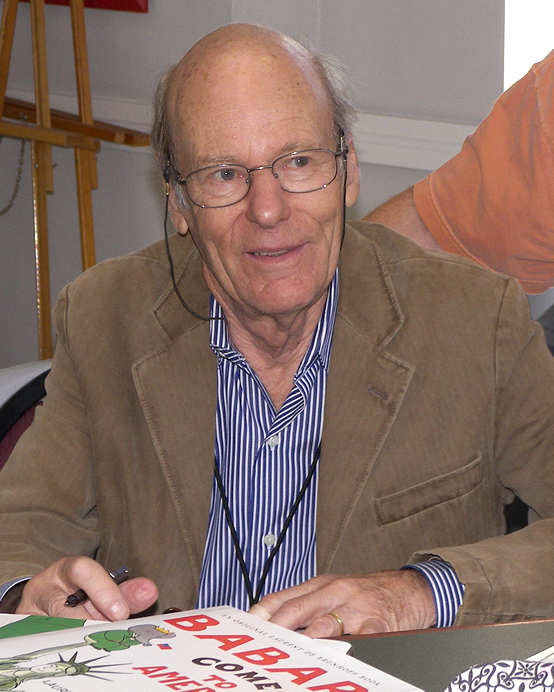
ローラン・ド・ブリュノフ（2008年）

ローラン・ド・ブリュノフ（Laurent de Brunhoff、1925年8月30日 - 2024年3月22日）またはローラント・ディ・ブランホフは、フランス生まれのフランス・アメリカ両国の国籍を持つ絵本作家で、『ぞうのババール』絵本シリーズの作家として広く知られている。

## 概要
ローラン・ド・ブリュノフは画家の父ジャン・ド・ブリュノフ（Jean de Brunhoff）とセシルとの間に1925年にパリで生まれた。父の影響を受けてグランド・ショミエール芸術学校（Académie de la Grande Chaumière）で学び、モンパルナスでしばし画家生活したが、その後父が始めた『ぞうのババール』絵本シリーズを続けた。
ローラン・ド・ブリュノフは1951年にマリー＝クロード・ブロック（Marie-Claude Bloch）と結婚して2児があるが、1985年に別居し、1990年に離婚している。彼は1985年にアメリカへ移住して、1990年に当時ウェズリアン大学教授のフィリス・ローズ（Phyllis Rose）と結婚して、両者は現在ニューヨーク市とフロリダ州キーウェストを住み分けている。
2024年3月22日、アメリカ合衆国フロリダ州キーウェストの自宅で脳卒中により死去。98歳没。

## 『ぞうのババール』絵本シリーズ
ド・ブリュノフ父子の絵本シリーズの始まりは、もともとローランの母セシルが話したもので、子供たちにせがまれて父ジャンが1931年出版の『ぞうのババール、こどものころのおはなし』（仏語題名：L'Histoire de Babar, le petit éléphant、英語題名：The Story of Babar, the Little Elephant） 他全部で5冊の本を出版している。父が若くして結核で亡くなると、ローランは残された原稿をもとに2冊の本『ババールの家族』（Babar en famille、1938年）と『ババールとサンタクロース』（Babar et le Père Noël、1941年）を完成・出版している。
その後ローランは自身で、1946年の21歳の時に『ババールといたずらアルチュール』（仏文：Babar et ce coquin d’Arthur、英文：Babar's Cousin, That Rascal Arthur)を出版したのを手始めに、これまで約50冊のシリーズを書いてきた。このシリーズは各国語にも翻訳されて、世界の子供たちに親しまれている。
最近のインタビューでは、ババール・シリーズのテキストは妻のフィリスが書いてきており  、2017年出版の『ババールのパリ・ガイド』（仮題、英語原題：Babar's Guide to Paris） ）がババール・シリーズの最後になる、といっている。例えば、最新作の英語版Babar's Guide to Paris（下記）が2017年2月に出てから、半年以上経ってからフランス語版Babar à Parisが2017年11月出ている。

## 作品
『ぞうのババール』シリーズ
1. Babar et ce coquin d'Arthur (1946) - 『ババールといたずらアルチュール』
2. Pique-nique chez Babar, (1949) - 『ババールのキャンピング』
3. Babar dans l'île aux oiseaux (1952) - 『ババールとりのしまへ』
4. La fête de Célesteville (1954)
5. Babar et le professeur Grifaton (1956)
6. Le Château de Babar (1961)
7. Babar en Amérique (1965)
8. Babar à New York (1966)
9. L'anniversaire de Babar (1972)
10. Babar sur la planète molle (1974)
11. Les Vacances de Zéphir (1976) - 『さるのゼフィール―なつやすみのぼうけん』
12. Babar et le Wouly-Wouly (1977)
13. Babar et les quatre voleurs (1979)
14. Babar et le fantôme (1981)
15. Babar et sa fille Isabelle (1988)
16. La victoire de Babar (1992)
17. Babar et la cité perdue (1995)
18. Coup de foudre aux Jeux de Célesteville (2011)
19. L'île du Paradis (2014)
20. Babar à Paris (2017年11月、英語版Babar's Guide to Parisは2017年2月)

## 参照項目
- 『ぞうのババール』絵本シリーズ